# Talang Jaya Raya
Talang Jaya Raya is een bestuurslaag in het regentschap Banyuasin van de provincie Zuid-Sumatra, Indonesië. Talang Jaya Raya telt 1529 inwoners (volkstelling 2010).